# ادواردو اسکارپتا
ادواردو اسکارپتا (انگلیسی: Eduardo Scarpetta؛ زادهٔ ۱۴ آوریل ۱۹۹۳) بازیگر اهل ایتالیا است.
از فیلم‌ها یا مجموعه‌های تلویزیونی که وی در آن‌ها نقش داشته است، می‌توان به دوست نابغه من، مادر مافیا و کاپری-انقلاب اشاره نمود.